# Милашина, Елена Валерьевна
Еле́на Вале́рьевна Мила́шина (род. 1977[…], Дальнегорск, Приморский край) — российская журналистка, специальный корреспондент и редактор отдела спецпроектов «Новой газеты».

## Биография
Елена Милашина родилась в 1977 году. В 1994-95 годах приняла участие в программе обмена FLEX, это помогло ей в дальнейшем в поступлении в МГУ.
В 2001 году окончила факультет журналистики МГУ.
В 1997 году Елена Милашина начала работать в «Новой газете», параллельно училась. Одной из её наставниц была Анна Политковская.
Направлениями профессионального интереса Елены Милашиной являются темы коррупции, нарушения прав человека на Северном Кавказе и в Чечне в частности, расследование теракта в Беслане (2004), убийств Анны Политковской (2006) и Натальи Эстемировой (2009), войны в Грузии (2008).

## Инциденты, связанные с профессиональной деятельностью
16 февраля 2006 года на Милашину было совершено нападение в Беслане.
5 апреля 2012 года Елену Милашину избили в подмосковной Балашихе. По её словам, нападавшие жестоко избили и ограбили её. Она также сообщила, что подъехавший спустя полтора часа полицейский патруль не оказал помощи.
В 2015 году Елена Милашина занималась расследованием резонансного дела о свадьбе начальника РОВД Ножай-Юртовского района Чечни и несовершеннолетней девушки. В связи с этим делом она получала угрозы убийства.
В 2017 году Елена Милашина стала автором расследования о массовых преследованиях геев в Чечне. В связи с этим она получила большое количество угроз.
В 2019 году Европейский суд по правам человека по делу «Новой газеты» и Милашиной против России констатировал нарушение свободы слова в российском судебном разбирательстве по статье Милашиной «Дело „Курска“» надо открывать заново» 2003 года.
6 февраля 2020 года, когда Милашина и адвокат Мария Дубровина прибыли в Грозный на суд по делу Ислама Нуханова, снявшего и выложившего в интернет видеоролик об элитном посёлке в центре Грозного, где живут родственники и ближайшее окружение Рамзана Кадырова, и обвинённого в незаконном хранении оружия, у входа в гостиницу на них напали неизвестные мужчины и женщины. В основном, Милашину и Дубровину избивали женщины, при этом нападавшие снимали свои действия на камеру.
В феврале 2022 года, после угроз главы Чеченской Республики Рамзана Кадырова и других видных представителей Чечни Елена Милашина покинула Россию, опасаясь за свою безопасность. «Новая газета» заявила, что направляет её в заграничную командировку, в соответствии с собственными протоколами безопасности, и что её местонахождение не отразится на освещении ситуации с правами человека в Чечне.

## Нападение 4 июля 2023 года
4 июля 2023 года в Чечне неизвестные в масках напали на Елену Милашину и адвоката Александра Немова. Они перехватили их по дороге из аэропорта в Грозный и жестоко избили ногами, уничтожили технику и документы. О нападении сообщила «Команда против пыток», Ксения Собчак написала, что такси Милашиной и Немова было заблокировано тремя автомобилями, а нападавшие заявили: «Уезжайте отсюда, вас предупреждали. Ничего не пишите». Милашина была облита зелёнкой, ей сломали кисти рук, требуя пароли от телефонов. 5 июля Милашина и Немов доставлены в одну из столичных клиник. Пострадавшие прилетали в Чечню для освещения в суде дела Заремы Мусаевой.

## Награды
- Премия Союза журналистов России «Золотое перо России» в категории «Журналистские расследования» (2001) — за серию материалов о катастрофе АПЛ «Курск»[18].
- Премия Human Rights Watch имени Элисон Де Форж (2009) — за «личное мужество и борьбу с коррупцией и за соблюдение прав человека в России»[8][19].
- Премия Московской Хельсинкской группы (2009) — «за журналистскую деятельность по продвижению ценностей прав человека»[20].
- Международная женская премия за отвагу Государственного департамента США (2013). «За бесстрашную и мужественную журналистскую работу и за защиту прав человека в России и в соседних странах мы признаём Елену Милашину мужественной женщиной», — этими словами госсекретарь США Джон Керри представил Милашину на церемонии. Вручала награду супруга президента США Мишель Обама[21][22].
- Юбилейный нагрудный знак Московской областной Думы «20 лет Московской областной Думе» (28 ноября 2013 года)[23].
- Премия имени Ахмеднаби Ахмеднабиева (2015) — за материал «Вокруг пальцев», опубликованный 7 ноября 2014 года[24].
- Премия «Свободная пресса Восточной Европы» имени Герда Буцериуса (2016) — за «вклад в повышение уровня осведомлённости о различных тактиках запугивания», используемых властями Чечни для подавления критических голосов[25].
- Две премии «Профессия — журналист» фонда «Открытая Россия»: в номинации «Расследование» за статью «Убийство чести. Как амбиции известного ЛГБТ-активиста разбудили в Чечне страшный древний обычай» (2017) и в номинации «Спецприз жюри» (2023)[26][27].
- «Новая газета» получила премию свободы имени Андрея Сахарова за расследования о пытках представителей ЛГБТ в Чечне, проведённые Милашиной (2017)[28].
- Три премии «Редколлегия»: май 2017 (совместно с Ириной Гордиенко и Еленой Костюченко) — «за серию публикаций о преследовании и убийстве геев в Чечне»[29]; март 2020 — за статью «Я служил в чеченской полиции и не хотел убивать людей»; января 2022 — за статью «Враг номер один». Ещё 20 работ Милашиной номинировались на эту премию в разные годы[30].
- Премия американской организации «Freedom House» (2018) (совместно с сооснователем «Российской ЛГБТ-сети» Игорем Кочетковым) за работу на благо людей, пострадавших в ходе преследования ЛГБТ в Чечне[31].
- Премия «Репортёров без границ» за свободу прессы в номинации «За отвагу» (2020)[32].